# Súľov-Hradná
Súľov-Hradná je naseljeno mjesto u okrugu Bytča u Žilinskom kraju u Slovačkoj.

## Stanovništvo
| Godina:     | 1993. | 2003.   | 2013.   | 2023.   |
| ----------- | ----- | ------- | ------- | ------- |
| Broj ljudi: | 941   | 921     | 922     | 1002    |
| Razlika:    |       | -2,12 % | +0,10 % | +8,67 % |

| Godina:     | 2022. | 2023.   |
| ----------- | ----- | ------- |
| Broj ljudi: | 999   | 1002    |
| Razlika:    |       | +0,30 % |

Prema podatcima o broju stanovnika iz 2023. godine naselje je imalo 1002 stanovnika.

## Vanjske poveznice
|  | Zajednički poslužitelj ima još gradiva o temi Súľov-Hradná |

- Službena stranica naselja (sl.)